# Reserva provincial Laguna Brava

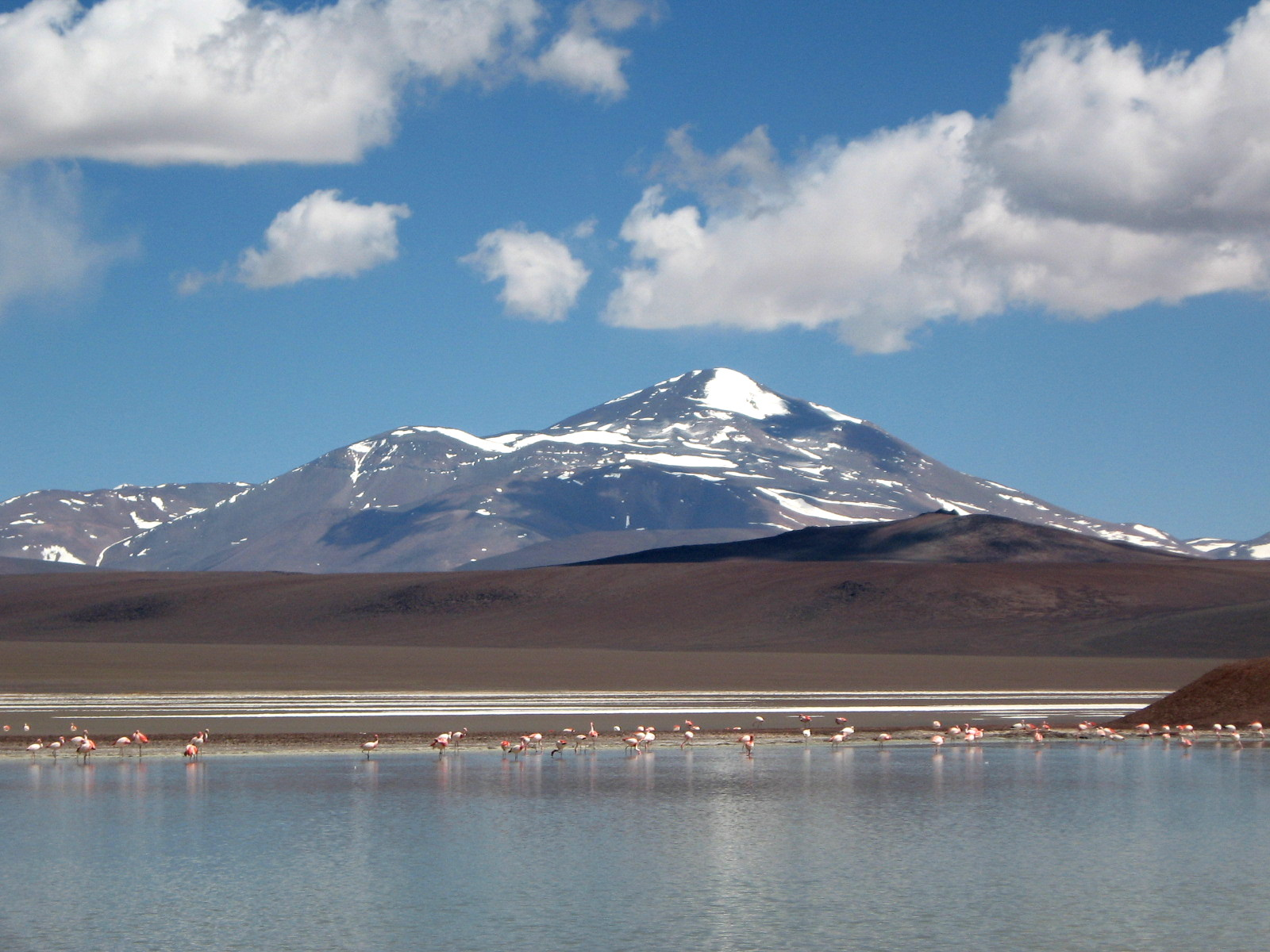
Grupo de flamencos en la Laguna Brava

La Reserva provincial Laguna Brava, llamada inicialmente Reserva Provincial de Vicuñas y de Protección de Ecosistemas de Laguna Brava, se encuentra en el extremo noroeste de la provincia de La Rioja, Argentina. Limita al sur con la provincia de San Juan y al oeste con la República de Chile. ubicada en el departamento de Vinchina , con una extensión de 405 000 hectáreas.

El sitio incluye un sistema de lagunas altoandinas de aguas salinas e hipersalinas de escasa profundidad con bofedales y vegas asociadas, situadas por encima de la cota de los 3000 ms.n.m.
 
Ocupa tierras que corresponden a las provincias fitogeográficas puneña y altoandina con altitudes que oscilan entre los 2500 m s. n. m. y los 4500 m s. n. m.
La extensa laguna de más de 60km² que le da su nombre es el hábitat permanente de flamencos rosados y blancos. 
No debe ser confundida la Reserva Laguna Brava riojana con su homónima reserva natural correntina también llamada Reserva natural Laguna Brava (Corrientes).

## Características y protección

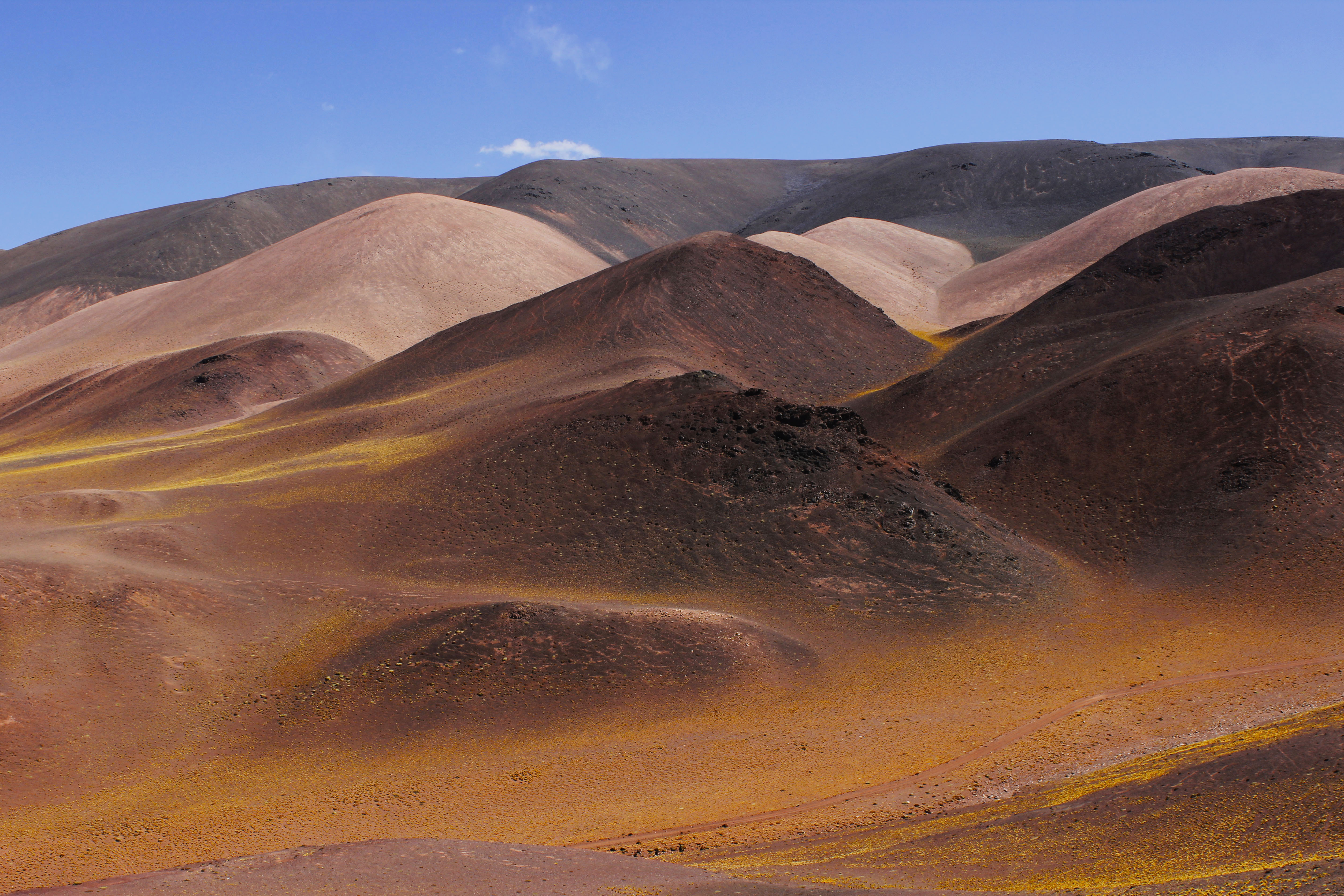
Reserva provincial Laguna Brava

La Reserva Laguna Brava fue creada mediante Ley Provincial N.º 3944 del año 1980, por lo tanto la administración y la gestión integral corresponde a la provincia de La Rioja. Los objetivos de la creación de esta reserva provincial son la preservación de especies y diversidad genética en una zona silvestre representativa de la ecorregión y el uso sostenible de los recursos de los ecosistemas. Esto significa el manejo adecuado de la población de camélidos a los efectos de asegurar simultáneamente su preservación y el aprovechamiento económico del producto de la esquila como un recurso para las comunidades cercanas.
En el año 2003, la totalidad del área de 405 000 ha de la reserva fue designada como Sitio Ramsar, con lo cual quedaba incluida dentro de los humedales de importancia internacional.
Dentro del área de la reserva se han encontrado evidencias arqueológicas que sugieren la presencia inca en la región, tales como plataformas ceremoniales y construcciones utilitarias.
Por otra parte, desde tiempos históricos y hasta aproximadamente mitad del siglo XX, el área de la reserva era recorrida por arrieros  que trasladaban ganado en pie hacia Chile. Testimonio de esta actividad lo constituyen la decena de refugios construidos en piedra, entre los años 1863 y 1874, con el objetivo de proporcionar albergue y protección de la rigurosidad del clima a los arrieros que circulaban por la región.
En agosto de 2012, la Secretaría de Ambiente Provincial emitió una disposición mediante la cual se declaraba Reserva de Usos Múltiples a la totalidad de la superficie de la Reserva Laguna Brava. Esta declaración implica que se habilitaban dentro de la reserva actividades extractivas. Esta habilitación permite la instalación de explotaciones mineras, las cuales alterarían de modo irreparable las condiciones morfológicas y ecológicas en general del territorio. La resolución fue publicada en el Boletín Oficial bajo el N° 280 el 31 de agosto de 2012.
Según informaciones periodísticas, 16 empresas mineras disponían de permisos para el desarrollo de sus actividades, en áreas que totalizaban unas 240 000 hectáreas, más de la mitad de la superficie de la reserva.
A mediados del 2014, una resolución de la Secretaría de Ambiente de la Nación dejaría sin efecto lo autorizado por las autoridades provinciales.
Según la información proporcionada por la Administración de Parques Nacionales, a través del Sistema Federal de Áreas Protegidas, en 2015 el grado de protección de la reserva era insuficiente.

## Clima
El área posee un clima muy riguroso denominado árido andino puneño, característico de alturas mayores a 4000 m s. n. m., de tipo Andino. Muestra una gran amplitud térmica, prevaleciendo las bajas temperaturas, con fuertes vientos dominantes del Oeste, con nevadas durante los meses de otoño e invierno.

## Flora
Hay amplios sectores cubiertos por terrenos salinos donde prosperan especies halófilas. En las laderas de los cerros gradualmente el tapiz vegetal va cambiando. Los jarillares desaparecen y la estepa xerófila, gradualmente, se transforma primero en estepa arbustiva de la puna y luego solo en matas en cojín como la tola (Baccharis incarum), características de los Altos Andes.

## Fauna

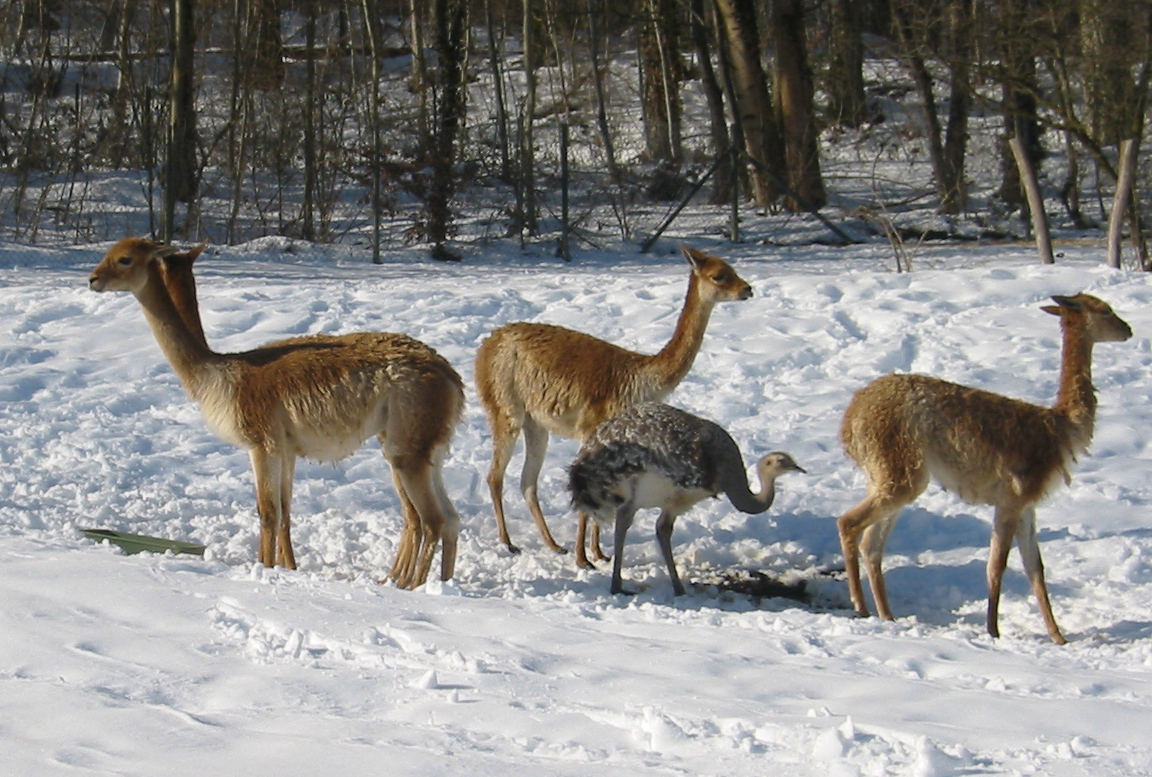
Grupo de tres vicuñas junto a un surí o ñandú de Darwin tras una nevada.

La fauna presente se corresponde a la de las provincias fitogeográficas puneña, altoandina y del monte. Entre los mamíferos se encuentran importantes poblaciones de camélidos, especialmente guanacos (Lama guanicoe) y vicuñas (Vicugna vicugna). También se ha registrado la presencia de pumas (Puma concolor) y zorros (Lycalopex culpaeus).
La reserva es una de las áreas importantes para la conservación de las aves en Argentina.
Se ha registrado la presencia de diversas aves de hábito acuático como la guayata (Chloephaga melanoptera), el pato crestón (Lophonetta specularioides), el pato barcino (Anas flavirostris), el flamenco andino o parina grande (Phoenicoparrus andinus), el flamenco de James o parina chica (Phoenicoparrus jamesi) y la gallareta cornuda (Fulica cornuta).

## Puntos de interés

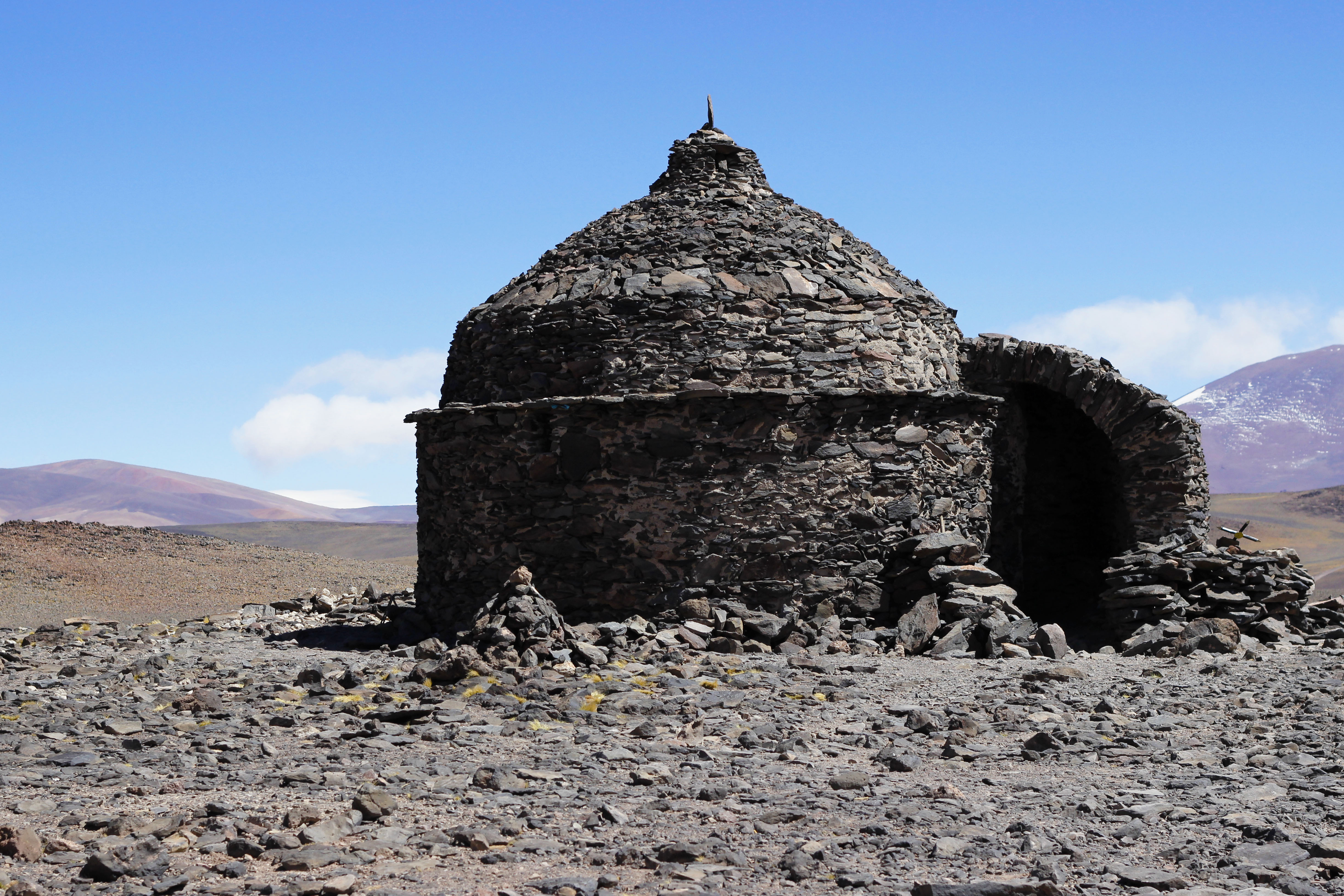
Refugio del Peñón, construido en 1873

Las visitas a la Reserva Laguna Brava se realizan exclusivamente en excursiones organizadas por guías autorizados. La Secretaría de Turismo de La Rioja impulsa la actividad de una cooperativa llamada Laguna Brava Turismo, creada a los efectos de brindar este servicio.
Los sitios de especial interés dentro de la reserva son:
- Laguna Brava
- Laguna de Mulas Muertas
- Cráter Corona del Inca
- El Volcancito
- Los "Géiseres"
- Observación de fauna silvestre
- Refugios históricos

## Imágenes
|                            |
| Flamencos en Laguna Brava. |

|                                 |
| Reserva provincial Laguna Brava |

|                           |
| Flamencos en Laguna Brava |

|                   |
| Refugio El Peñon. |

|                                                        |
| Vicuñas en Quebrada de La Troya, camino a Laguna Brava |

|                                 |
| Refugio al lado de Laguna Brava |

|                                   |
| Parte de un avión en Laguna Brava |